# Акоп Иисуси
Акоп Иисуси (то есть «из Общества Иисуса», «иезуит», арм. Հակոբ Հիսուսի) — армянский летописец XVII века.

## Биография
Известен благодаря его сохранившемуся историографическому труду «Хронография». Там же содержатся некоторые биографические данные. Был сыном Еара Азиза, из селения Кецко. Состоял в католическом монашеском ордене иезуитов. Его «Хронография» охватывает период между 1575 и 1636 годами и, судя по содержанию, Акоп был современником описанных событый, однако точные даты его рождения и смерти неизвестны.

## «Хронография»
Приписываемая Акопу летопись была опубликована уже в 1914—1915 годах, но дальнейшие исследования показали, что этот труд на самом деле является компиляцией трёх разных летописей. В первой описываются события 1420—1545 годов, во второй — 1467—1501 и в третьей — 1575—1636 годов. Авторству иезуита Акопа принадлежит только третья часть, а первые две написаны анонимными армянскими хронистами XV—XVI веков. Первая из анонимных хроник особой исторической ценности не имеет, но во второй есть интересные сведения о племенах Кара-Коюнлу после смерти Джаханшаха (в частности, об их новом предводителе Гасане Али), об Узун-Гасане и других правителях Ак-Коюнлу. В «Хронографии» же Акопа важны сведения о турецко-персидской войне 1623—1639 годов, в частности о взятии Еревана персидскими войсками в 1636 году и предшествующие этому события.
Рукописи
- Матенадаран, рукопись № 7841

Издания
- под ред. А. Ованисяна // журнал «Арарат». — 1914. — С. 1106—1114.
- под ред. А. Ованисяна // журнал «Арарат». — 1915. — С. 61—69.
- Мелкие хроники (XIII—XVIII вв.) / сост. В. А. Акопян. — Ереван: изд-во АН АрмССР, 1951. — Т. 1. — С. 194—200. — 456 с.